# Puerto de Béjar
Puerto de Béjar ist ein Ort und eine westspanische Gemeinde (municipio) mit 352 Einwohnern (Stand: 2024) in der Provinz Salamanca in der Autonomen Region Kastilien-León.

## Lage
Puerto de Béjar liegt etwa 95 Kilometer südsüdwestlich von Salamanca und etwa 220 Kilometer westlich von Madrid in einer Höhe von ca. 950 m an der historischen Via de la Plata. Durch die Gemeinde führt die Autovía A-66. Das Klima im Winter ist kühl, im Sommer dagegen durchaus warm; die eher Niederschlagsmengen (ca. 1131 mm/Jahr) fallen – mit Ausnahme der nahezu regenlosen Sommermonate – verteilt übers ganze Jahr.

## Bevölkerungsentwicklung
| Jahr      | 1970 | 1981 | 1991 | 2001 | 2011 | 2021 |
| Einwohner | 981  | 657  | 521  | 478  | 397  | 370  |

Der deutliche Bevölkerungsrückgang seit den 1950er Jahren ist im Wesentlichen auf die Mechanisierung der Landwirtschaft sowie auf die Aufgabe von bäuerlichen Kleinbetrieben und den damit einhergehenden Verlust an Arbeitsplätzen zurückzuführen (Landflucht).

## Sehenswürdigkeiten
- Kirche Mariä Himmelfahrt (Iglesia de Nuestra Señora de la Asunción)

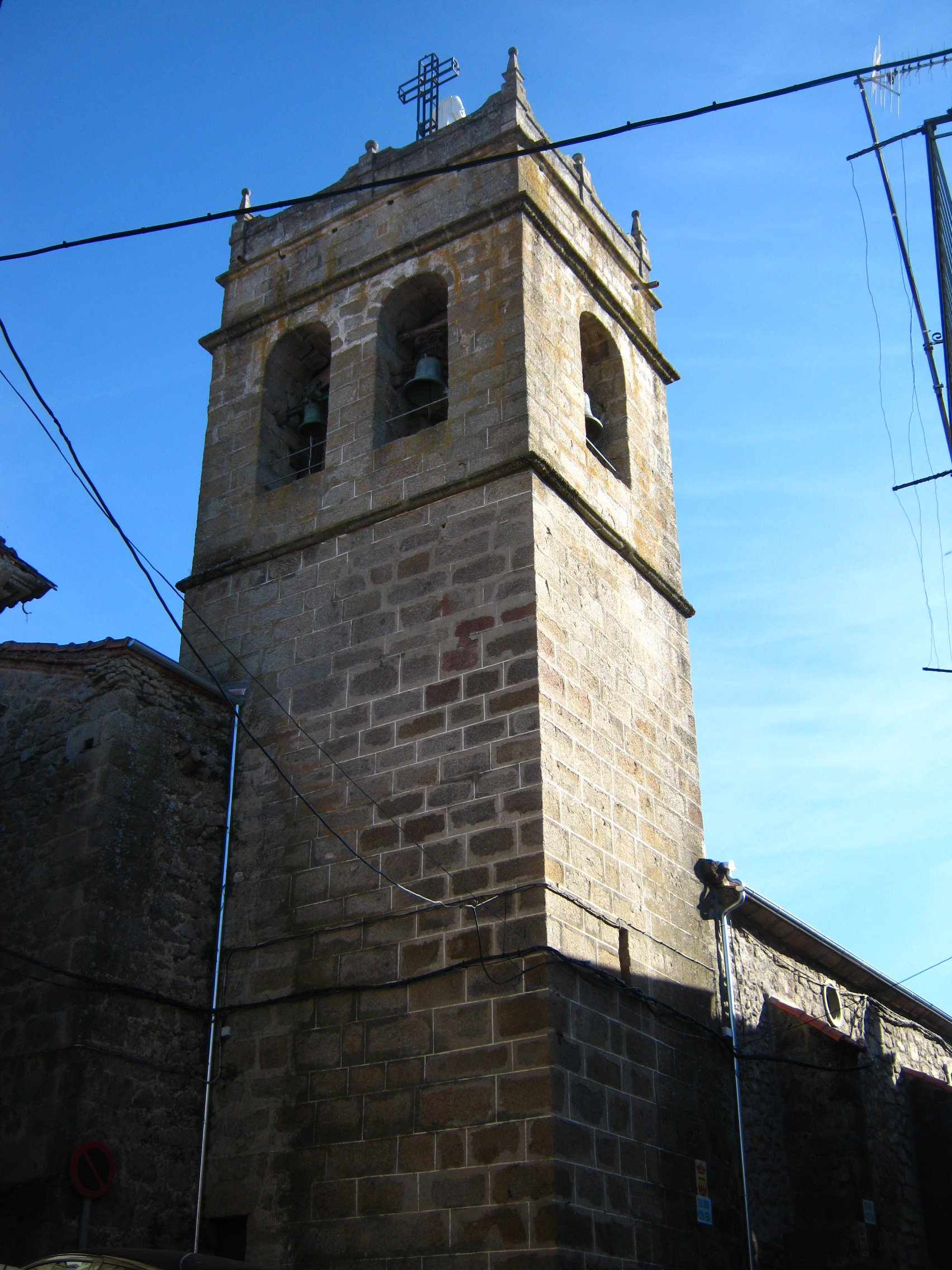
Kirche Mariä Himmelfahrt

## Persönlichkeiten
- Santiago Blanco (* 1974), genannt „Santi Blanco“, Radrennfahrer